# Лициния (съпруга на Гай Сулпиций Галба)
Вижте пояснителната страница за други личности с името Лициния.
Лициния или Лициния Краса Стара (на латински: Licinia) е знатна римлянка от втората половина на 2 век пр.н.е.

## Биография
Произлиза от плебейската фамилия Лицинии. Тя е първата дъщеря на Публий Лициний Крас Муциан (консул 131 пр.н.е.) и Клавдия (Клодия), сестра на Апий Клавдий Пулхер (консул 143 пр.н.е.). Внучка е по бащина линия на Публий Муций Сцевола (консул 175 пр.н.е.) и Лициния. Баща ѝ е осиновен от брата на майка му Публий Лициний Крас (консул 171 пр.н.е.) и умира като пленник през 130 пр.н.е. в Пергам. Сестра е на Лициния Краса Млада (съпруга на Гай Гракх).
Муциан сгодява Лициния още като малка около 143 пр.н.е. с Гай Сулпиций Галба (авгур) и се свързва така фамилно с неговия баща Сервий Сулпиций Галба (консул 144 пр.н.е.). Съпругът на Лициния става понтифекс. През 109 пр.н.е. той е осъден заради подкуп от нумидския цар Югурта. За Лициния няма други информации.